# Тюсин, Геннадий Петрович
Геннадий Петрович Тюсин (1938—2019) — российский инженер, специалист в области специальных комплексов радиоэлектронной борьбы, директор Таганрогского НИИ связи (1984—1988), лауреат Государственной премии СССР (1977).
Родился 20.02.1938 в Ростове-на-Дону.
Окончил Таганрогский радиотехнический институт (1960).
С 1961 по 2004 год работал в Таганрогском НИИ связи: инженер, младший научный сотрудник, старший научный сотрудник, зам. главного инженера, зам. директора, директор (1984—1988), главный научный сотрудник.
Главный конструктор и научный руководитель ряда НИОКР.
Кандидат технических наук (1969), старший научный сотрудник (1972).
Государственная премия СССР 1977 года — за участие в создании специальных комплексов радиоэлектронной борьбы. Изобретатель СССР. Почётный радист СССР. Награждён орденами Трудового Красного Знамени (1981), «Знак Почёта» (1971), тремя медалями.
Умер 18 апреля 2019 года. Похоронен на Почётной аллее Николаевского кладбища.